# Elezioni comunali a Mosca del 2013
Le elezioni comunali a Mosca del 2013 si tennero l'8 settembre per l'elezione del sindaco.

## Risultati
| Candidati         | Liste                                          | Voti      | %     |
| ----------------- | ---------------------------------------------- | --------- | ----- |
| Sergej Sobjanin   | Indipendente (Russia Unita)                    | 1.193.178 | 51,37 |
| Aleksej Naval'nyj | Partito Democratico del Progresso - RPR-PARNAS | 632.697   | 27,24 |
| Ivan Melnikov     | Partito Comunista della Federazione Russa      | 248.294   | 10,69 |
| Sergej Mitrochin  | Jabloko                                        | 81.493    | 3,51  |
| Michail Degtjarëv | Partito Liberal-Democratico di Russia          | 66.532    | 2,86  |
| Nikolaj Levičev   | Russia Giusta                                  | 64.778    | 2,79  |
| Totale            | Totale                                         | 2.286.972 |       |
| Voti non validi   | Voti non validi                                | 35.610    | 1,53  |
| Totale            | Totale                                         | 2.322.582 | 100   |